# BTR-40
Le BTR-40  (БТР, de Бронетранспортер, Bronetransporter, littéralement « transport blindé ») est le premier véhicule de transport de troupes produit pour l'Armée rouge après la Seconde Guerre mondiale.

## Historique
Au lendemain de la Seconde Guerre mondiale, l'usine GAZ ouvrit un nouveau bureau d'études, dirigé par V.A.Dedkov. La première étude de l'OKB (Опытно-конструкторское бюро - Bureau d'études expérimentales) Dedkov, fut le projet : изделие 141 (Izdeliye 141 - produit 141). Un véhicule blindé, sur le châssis du camion léger GAZ-63, et inspiré par les Scout-car M3 américains, livrés dans le cadre du prêt-bail. L'ingénieur V.K.Rubtsov, responsable du projet devint par la suite l'un des plus grands concepteurs russes de véhicules blindés.
L'Izdeliye 141 devait répondre à une spécification bien précise : construire un véhicule blindé capable de transporter huit soldats.
Deux prototypes furent achevés fin 1947, ressemblants au BA-64, avec leurs caisses pourvues de multiples facettes et de demi-portes sur la partie inférieure. Le modèle tel quel fut refusé en raison de la complexité de fabrication et de la réduction de l'espace donné à la troupe transportée en raison des plaques de blindages latérales coupées en deux pour des raisons balistiques. C'est pourquoi, le dessin fut entièrement revu avec des plaques latérales de blindage droites, donnant naissance à un nouveau prototype en 1949, préfigurant la production de série.
Celle-ci démarre, dès 1950, à l'usine de Gorki, 8 500 exemplaires seront assemblés jusqu'en 1960, donnant naissance à plusieurs variantes. La production cessera avec le démarrage de celle du BRDM-1 qui n'est qu'une évolution amphibie du BTR-40.
Le modèle fait son apparition lors du défilé du 7 novembre 1951 sur la place Rouge.
À partir de ~1954 le véhicule est doté du poste émetteur-récepteur R-113 Granat d'une portée de 20 km .

## Description
La coque est autoporteuse, une première pour l'industrie soviétique, et est entièrement soudée. Le moteur se trouve à l'avant, le personnel à l'arrière du véhicule. Le commandant et le conducteur sont assis au centre du châssis avec chacun un pare-brise qui peut être recouvert par un volet d'acier lors des combats, volet qui comprend un épiscope. Ils disposent d'une porte latérale chacun, porte qui peut être repliée dans sa partie supérieure qui comprend une fente de vision. Les fantassins accèdent au véhicule par deux portes jumelles à l'arrière. Il n'y a pas de séparation entre le compartiment du conducteur et le compartiment de la troupe transportée. Les derniers exemplaires produits disposent de trois trappes de tir de chaque côté de la coque et de deux trappes à l'arrière.
La suspension est composée de ressorts à lames. Les pneus sont à grand diamètre pour faciliter la progression en tout-terrain.
Le BTR-40 est en 4x4 permanent. Il n'est pas amphibie, n'a pas de système infrarouge de conduite ou de combat, n'a pas de protection NBC ni de système centralisé de réglage de pression des pneus. Il dispose d'un treuil à l'avant du véhicule avec 75 m de câble et une capacité de traction de 4,5 t.
Bien qu'officiellement dénommé véhicule de transport de troupes, ses missions sont limitées au transport, à la reconnaissance et au commandement. Ses capacités au combat sont très limitées. Il est remplacé par le BRDM-1 à la fin des années 1950, lui-même remplacé par le BRDM-2 à partir de 1966.

## Variantes
- BTR-40
- BTR-40A de 1951, véhicule de défense antiaérienne, armé d'un jumelage de mitrailleuses KPV de 14,5 mm, ZPTU-2 identique à celui du BTR-152A.
- BTR-40B ou BTR-40K de 1956, montage d'un toit blindé, de quatre trappes sur le toit avec chacune une trappe de tir, le nombre de passagers est réduit à 6. Le modèle est doté d'installation de protection NBC.
- BTR-40V mise en place d'un système centralisé de réglage de la pression des pneus. En raison de la fragilité du système de tubulure externe, le modèle n'est pas produit en série.BTR-40 A avec le bitube ZPU-2 de 14,5 mm

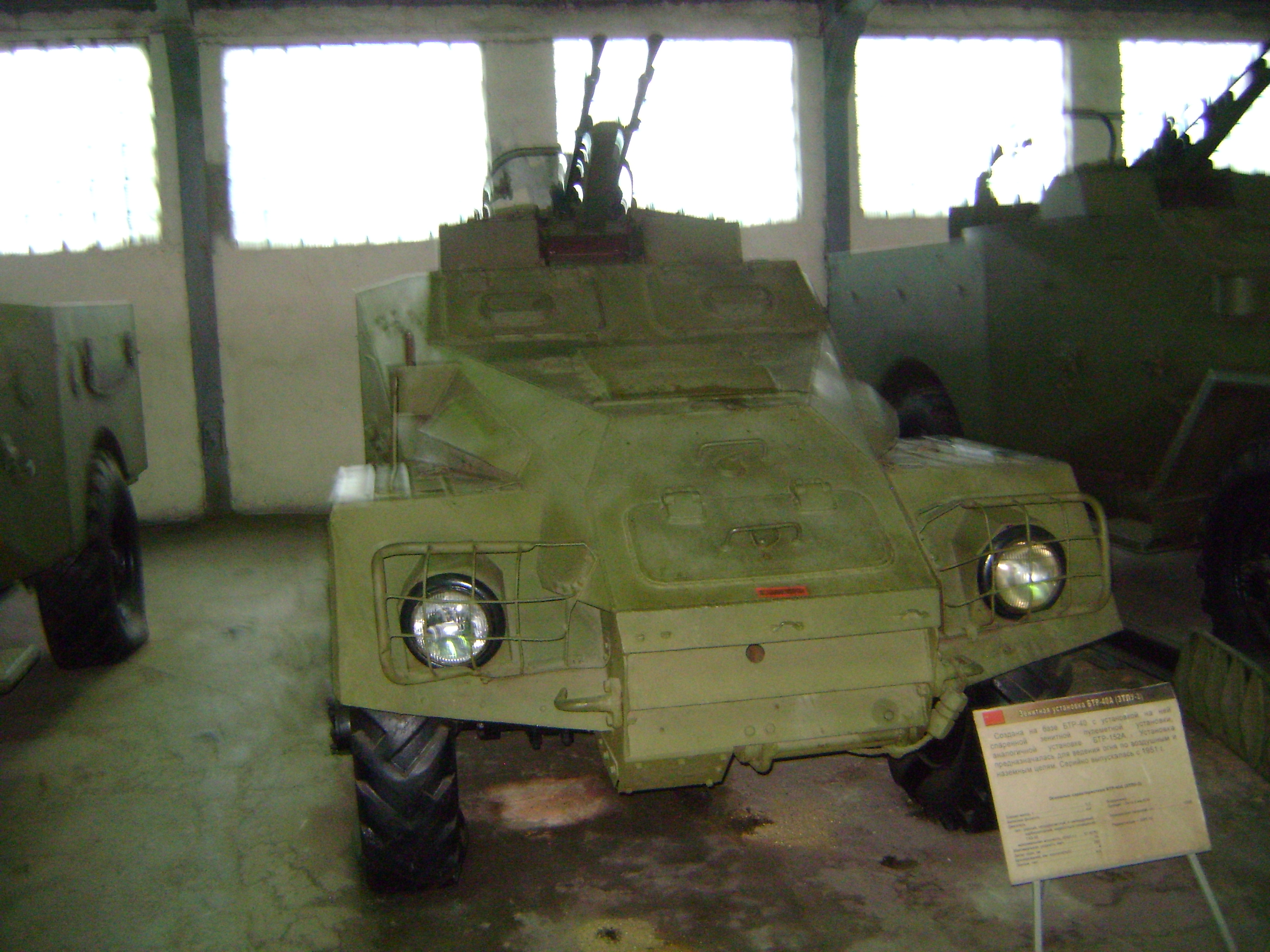
BTR-40 A avec le bitube ZPU-2 de 14.5 mm

- BTR-40RH véhicule de reconnaissance chimique et de décontamination avec à l'arrière, un système de distribution de drapeaux pour délimiter les zones contaminées.
- BTR-40ZhD ou AZhD (1969) scout-car ferroviaire dérivé respectivement du BTR-40 ou du BTR-40A, il est produit pour surveiller les zones frontalières de l'URSS.
- Type 55 copie chinoise
- SPW-40 - Désignation allemande du BTR-40.
  - SPW-40A - BTR-40A.
  - SPW-40Ch - BTR-40Kh.
  - SPW-40 version chasseur de chars armée d'un lanceur de Malyutka 9M14, des missiles se trouvant stockés dans le compartiment troupes. Le modèle a un toit blindé mais pas de trappe de tir.
- Jababli - version cubaine du BTR-40 équipée du missile antichar 3M11 Falanga (en) (AT-2 Swatter). Produit en nombre limité, il a reçu le nom code OTAN de M1975/4.

## Campagnes
Le BTR-40 a été utilisé par l’armée soviétique et a également été exporté vers le bloc de l’Est, mais aussi vers l’Afrique et l’Arabie. Il a été utilisé par l’Union soviétique pendant l’insurrection hongroise de 1956, et a également été utilisé pendant la guerre du Vietnam, l’opération Trikora, la guerre civile du Yémen du Nord, la guerre frontalière sud-africaine, la guerre des Six Jours, l’invasion soviétique de la Tchécoslovaquie, le conflit frontalier sino-soviétique, la guerre civile éthiopienne et la guerre Iran-Irak.

## Pays utilisateurs
Pays utilisateurs :
- Afghanistan : ?
- Allemagne de l'Est : 300 SPW 40 produits localement
- Albanie : 200
- Algérie : 100
- Angola : 32
- Bulgarie : 150
- Cambodge : ?
- République populaire de Chine : 100 livrés, un nombre indéterminé copiés sous le nom de Type 55
- Corée du Nord : 350
- Cuba : 100 (anciennement soviétiques)
- Égypte : 350 + 30 dont 200 encore actifs
- Éthiopie : 100
- Guinée : 16
- Guinée-Bissau : 15
- Hongrie : 200
- Indonésie : 85
- Iran : 100
- Israël : environ 50 capturés
- Mali : 30
- Mongolie : 200
- Nicaragua : 20 anciennement soviétiques
- Pologne : 400
- Russie : en service jusqu'en 1993
- Roumanie : ?
- Syrie : 100
- Somalie : 60
- Soudan : ?
- Tanzanie : ?
- Ouganda : 10
- Vietnam : 100
- Yémen : 670
- Yougoslavie : 40